# Saison 2020-2021 du Castres olympique
Cette page présente la saison 2020-2021 du Castres olympique en Top 14 et en Challenge européen.

## Entraîneurs

### Jusqu'au 29 décembre 2020
- Mauricio Reggiardo (manager)
- Pierre-Henry Broncan (entraîneur des avants)
- Stéphane Prosper (entraîneur des arrières)
- Joe Worsley (entraîneur de la défense)

### À partir du 29 décembre 2020
- Mauricio Reggiardo (manager)
- Pierre-Henry Broncan (entraîneur principal)
- David Darricarrère (entraîneur des arrières)
- Joe Worsley (entraîneur de la défense)

## Effectif
| Nom                  | Poste               | Naissance         | Nationalité sportive | Sélections | Dernier club                     | Arrivée au club (année) |
| -------------------- | ------------------- | ----------------- | -------------------- | ---------- | -------------------------------- | ----------------------- |
| Antoine Tichit       | Pilier              | 13 juin 1989      | France               | -          | US Oyonnax                       | 2015                    |
| Daniel Kotze         | Pilier              | 28 mars 1987      | France               |            | ASM Clermont                     | 2016                    |
| Tudor Stroe          | Pilier              | 6 novembre 1993   | France               | -          | Stado Tarbes                     | 2016                    |
| Wilfrid Hounkpatin   | Pilier              | 29 juillet 1991   | France               | -          | Rouen NR                         | 2018                    |
| Matt Tierney         | Pilier              | 7 avril 1996      | Canada               |            | Section paloise                  | 2019                    |
| Julius Nostadt       | Pilier              | 12 octobre 1992   | Allemagne            |            | Stade aurillacois                | 2020                    |
| Wayan De Benedittis  | Pilier              | 10 mars 1999      | France               | -          | FC Grenoble                      | 2019                    |
| Marc-Antoine Rallier | Talonneur           | 2 décembre 1988   | France               | -          | Colomiers rugby                  | 2011                    |
| Gaëtan Barlot        | Talonneur           | 13 avril 1997     | France               |            | Colomiers rugby                  | 2020                    |
| Kévin Firmin         | Talonneur           | 20 avril 1992     | France               | -          | US Dax                           | 2017                    |
| Loïc Jacquet         | Deuxième ligne      | 31 mars 1985      | France               |            | ASM Clermont                     | 2016                    |
| Hans Nkinsi          | Deuxième ligne      | 21 septembre 1992 | France               | -          | FC Grenoble                      | 2019                    |
| Tyler Ardron         | Deuxième ligne      | 16 juin 1991      | Canada               |            | Chiefs                           | 2020                    |
| Florent Vanverberghe | Deuxième ligne      | 22 juillet 2000   | France               | -          | RC Toulon                        | 2020                    |
| Ryno Pieterse        | Deuxième ligne      | 6 août 1998       | Afrique du Sud       |            | Bulls                            | 2020                    |
| Tom Staniforth       | Deuxième ligne      | 13 août 1994      | Australie            | -          | Waratahs                         | 2020                    |
| Anthony Jelonch      | 3e ligne aile       | 28 juillet 1996   | France               |            | FC Auch                          | 2014                    |
| Baptiste Delaporte   | 3e ligne aile       | 27 mars 1997      | France               | -          | Olympique Labruguière XV         | 2014                    |
| Maama Vaipulu        | 3e ligne            | 21 juillet 1989   | Tonga                |            | Chiefs                           | 2016                    |
| Mathieu Babillot     | 3e ligne aile       | 9 septembre 1993  | France               |            | Formé au club                    | 2013                    |
| Kévin Kornath        | 3e ligne aile       | 27 décembre 1996  | France               |            | Montpellier HR                   | 2020                    |
| Stéphane Onambele    | 3e ligne aile       | 12 février 1993   | France               |            | RC Toulon                        | 2020                    |
| Rory Kockott         | Demi de mêlée       | 25 juin 1986      | France               |            | Lions                            | 2011                    |
| Santiago Arata       | Demi de mêlée       | 2 septembre 1996  | Uruguay              |            | Peñarol Rugby                    | 2020                    |
| Jérémy Fernandez     | Demi de mêlée       | 15 mai 1997       | France               | -          | Formé au club                    | 2019                    |
| Bastien Bourgier     | Demi de mêlée       | 5 février 1999    | France               | -          | Stade toulousain                 | 2019                    |
| Benjamín Urdapilleta | Demi d'ouverture    | 11 mars 1989      | Argentine            |            | US Oyonnax                       | 2015                    |
| Thomas Fortunel      | Demi d'ouverture    | 7 juin 1995       | France               | -          | US Montauban                     | 2019                    |
| Louis Le Brun        | Demi d'ouverture    | 28 février 2002   | France               |            | RC Toulon                        | 2020                    |
| Florian Vialelle     | Trois-quarts centre | 5 octobre 1993    | France               | -          | SC Albi                          | 2014                    |
| Thomas Combezou      | Trois-quarts centre | 26 janvier 1987   | France               | -          | Montpellier HR                   | 2014                    |
| Yann David           | Trois-quarts centre | 15 avril 1988     | France               |            | Stade toulousain                 | 2018                    |
| Vilimoni Botitu      | Trois-quarts centre | 15 juin 1998      | Fidji                | à 7        | Équipe des Fidji de rugby à sept | 2020                    |
| Adrea Cocagi         | Trois-quarts centre | 1er mars 1994     | Fidji                |            | USA Perpignan                    | 2020                    |
| Lucas Tharin         | Trois-quarts centre | 31 décembre 1998  | France               | -          | RC Narbonne                      | 2018                    |
| Armand Batlle        | Trois-quarts aile   | 12 avril 1987     | France               | -          | FC Grenoble                      | 2017                    |
| Martin Laveau        | Trois-quarts aile   | 10 septembre 1996 | France               | -          | Aviron bayonnais                 | 2018                    |
| Filipo Nakosi        | Trois-quarts aile   | 8 avril 1992      | Fidji                |            | RC Toulon                        | 2019                    |
| Bastien Guillemin    | Ailier              | 22 septembre 1997 | France               |            | FC Grenoble                      | 2020                    |
| Antoine Bouzerand    | Trois-quarts aile   | 26 mai 1999       | France               | -          | Cahors rugby                     | 2018                    |
| Geoffrey Palis       | Arrière             | 8 juillet 1991    | France               |            | SC Albi                          | 2013                    |
| Julien Dumora        | Arrière             | 24 mars 1988      | France               | -          | Lyon OU                          | 2014                    |

## Calendrier et résultats

### Top 14
| - SU Agen - Castres olympique : 22-26 - Castres olympique - Stade français : 16-22 - Stade rochelais - Castres olympique : 62-3 - RC Toulon - Castres olympique : 19-6 - Castres olympique - Racing 92 : 28-26 - Stade toulousain - Castres olympique : 16-16 - Castres olympique - Union Bordeaux Bègles : 29-30 - Castres olympique - ASM Clermont : 14-40 - Section paloise - Castres olympique : 13-17 - Castres olympique - CA Brive : 24-25 - Lyon OU - Castres olympique : 14-15 - Castres olympique - Montpellier HR : 48-17 - Aviron bayonnais - Castres olympique : 23-26 | - Castres olympique - SU Agen : 39-23 - Stade français - Castres olympique : 29-9 - Castres olympique - Stade rochelais : 22-15 - Castres olympique - RC Toulon : 46-24 - Racing 92 - Castres olympique : 23-20 - Castres olympique - Stade toulousain : 26-24 - Union Bordeaux Bègles - Castres olympique : 20-16 - ASM Clermont - Castres olympique : 59-19 - Castres olympique - Section paloise : 38-33 - CA Brive - Castres olympique : 28-33 - Castres olympique - Lyon OU : 37-29 - Montpellier HR - Castres olympique : 19-21 - Castres olympique - Aviron bayonnais : 31-21 |

### Challenge européen
Dans le Challenge européen, le Castres Olympique est opposé aux Gallois des Ospreys et aux Anglais du Newcastle Falcons.
| - Ospreys - Castres Olympique : 39-15 - Castres Olympique - Newcastle Falcons : 17-26 | - Newcastle Falcons - Castres Olympique : - Castres Olympique - Ospreys : |

Avec 2 défaites, le Castres Olympique termine 14e et n'est qualifié pour les huitièmes de finale.

## Statistiques

### Championnat de France
Meilleurs réalisateurs
| Rang | Joueur | Poste | Points | Essais | Transf. | Pén. | Drops |
| ---- | ------ | ----- | ------ | ------ | ------- | ---- | ----- |
| 1    | -      | -     | -      | -      | -       | -    | -     |
| 2    | -      | -     | -      | -      | -       | -    | -     |
| 3    | -      | -     | -      | -      | -       | -    | -     |

Meilleurs marqueurs
| Rang | Joueur | Poste | Essais |
| ---- | ------ | ----- | ------ |
| 1    | -      | -     | -      |
| 2    | -      | -     | -      |
| 3    | -      | -     | -      |
| 4    | -      | -     | -      |
| 5    | -      | -     | -      |

### Challenge européen
Meilleurs réalisateurs
| Rang | Joueur | Poste | Points | Essais | Transf. | Pén. | Drops |
| ---- | ------ | ----- | ------ | ------ | ------- | ---- | ----- |
| 1    | -      | -     | -      | -      | -       | -    | -     |
| 2    | -      | -     | -      | -      | -       | -    | -     |
| 3    | -      | -     | -      | -      | -       | -    | -     |

Meilleurs marqueurs
| Rang | Joueur | Poste | Essais |
| ---- | ------ | ----- | ------ |
| 1    | -      | -     | -      |
| 2    | -      | -     | -      |
| 3    | -      | -     | -      |
| 4    | -      | -     | -      |
| 5    | -      | -     | -      |